# Gregg Stafford

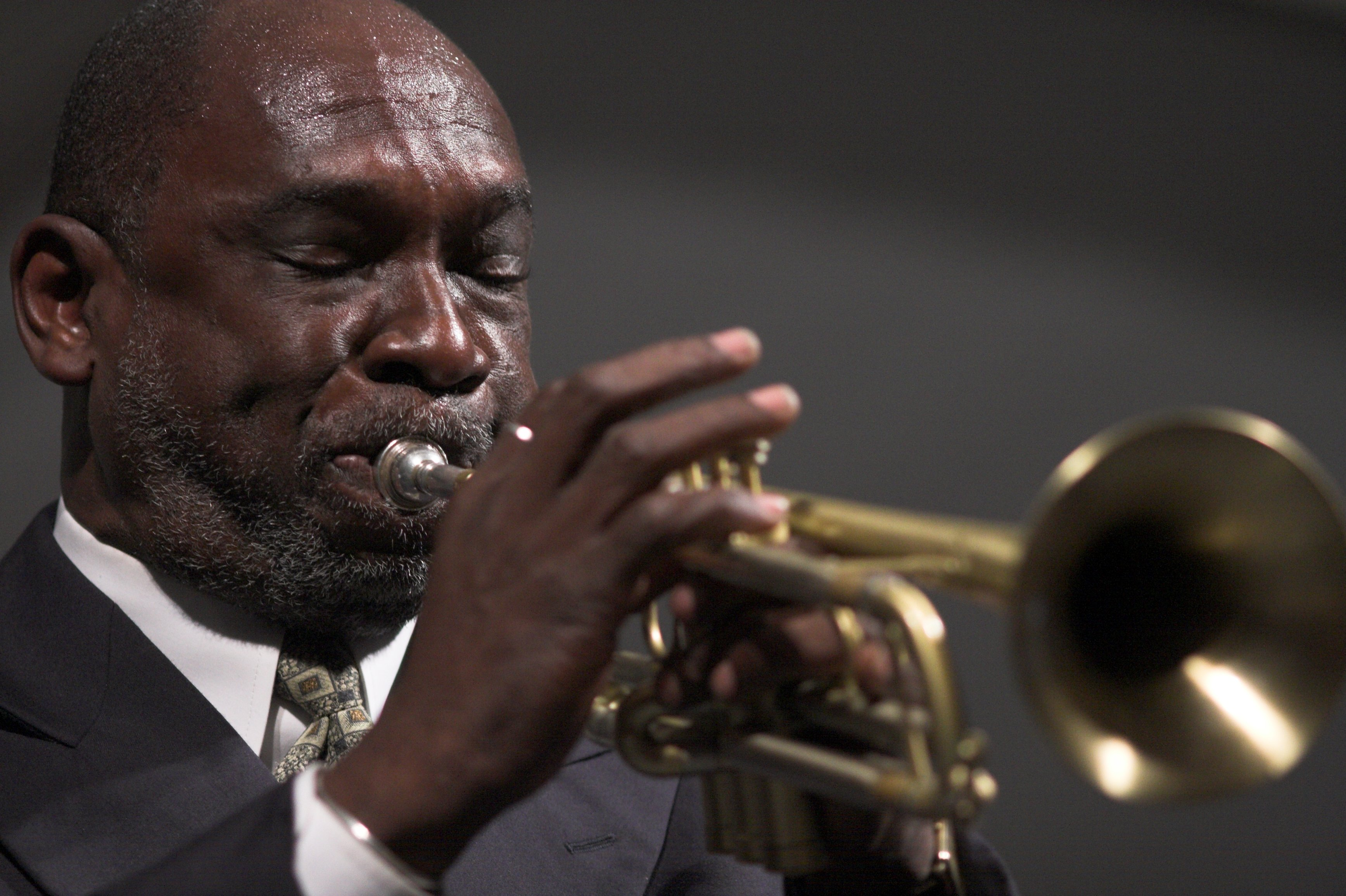
Gregg Stafford, New Orleans Jazz & Heritage Festival 2008

Gregory Vaughn „Gregg“ Stafford (* 1947 in New Orleans) ist ein US-amerikanischer Trompeter, Sänger und Bandleader des Hot Jazz. Er gehört zu den jüngeren Musikern, die fest in der Tradition des New Orleans Jazz verwurzelt sind.

## Leben und Wirken
Stafford, ein Verwandter von Henry Red Allen, wuchs in der Central City von New Orleans auf, wo er häufig die Straßenparaden beobachtete; auch sang er in der Kirche. Während der Schule begann er mit dem Trompetenspiel, nachdem sein Lehrer und er seine Mutter überzeugen konnten. Im Herbst 1970 wurde er in die Gibson Brass Band von Johnny Wimberley aufgenommen. Ein Jahr später holte ihn Danny Barker in die Young Fairview Christian Church Brass band, zu der damals Musiker wie Leroy Jones, Anthony Lacen, Darryl Adams, Lucien und Charles Barbarin sowie Herlin Riley gehörten. Weihnachten 1972 holte ihn Herman Sherman in die Young Tuxedo Brass Band, deren Leitung er nach Shermans Tod 1984 übernahm. Seit 1973 war er zudem Mitglied der Olympia Brass Band. Als 1974 Leroy Jones seine eigene Hurricane Brass Band gründete, spielte Gregg auch dort und nahm an deren Aufnahmen teil (wird dort aber als Gregg Vaughn geführt).
Mit den meisten dieser Street Bands, bei denen er zum Teil auch auf dem Sousaphon und der Basstrommel aufhalf, tourte er in den Vereinigten Staaten sowie durch die Niederlande, Belgien, Frankreich und Deutschland. Danny Barker und Chester Zardis holten ihn auch in ihre Combos. 1991 übernahm er die Band von Kid Sheik in der Preservation Hall. Als Gastmusiker spielte er in zahlreichen Ländern, unter anderem mit der dänischen New Orleans Delight. Als Bandleader nahm er seit 1998 mehrere Alben für Jazz Crusade auf und ist auch auf Aufnahmen mit den Torontoer Hot Five Jazzmakers vertreten. Auch gehörte er zu den Bands von Michael White (Jazz from the Soul of New Orleans, Dancing in the Sky, Blue Crescent). Zwischen 1977 und 2011 war er im Bereich des Jazz an 30 Aufnahmesitzungen beteiligt.

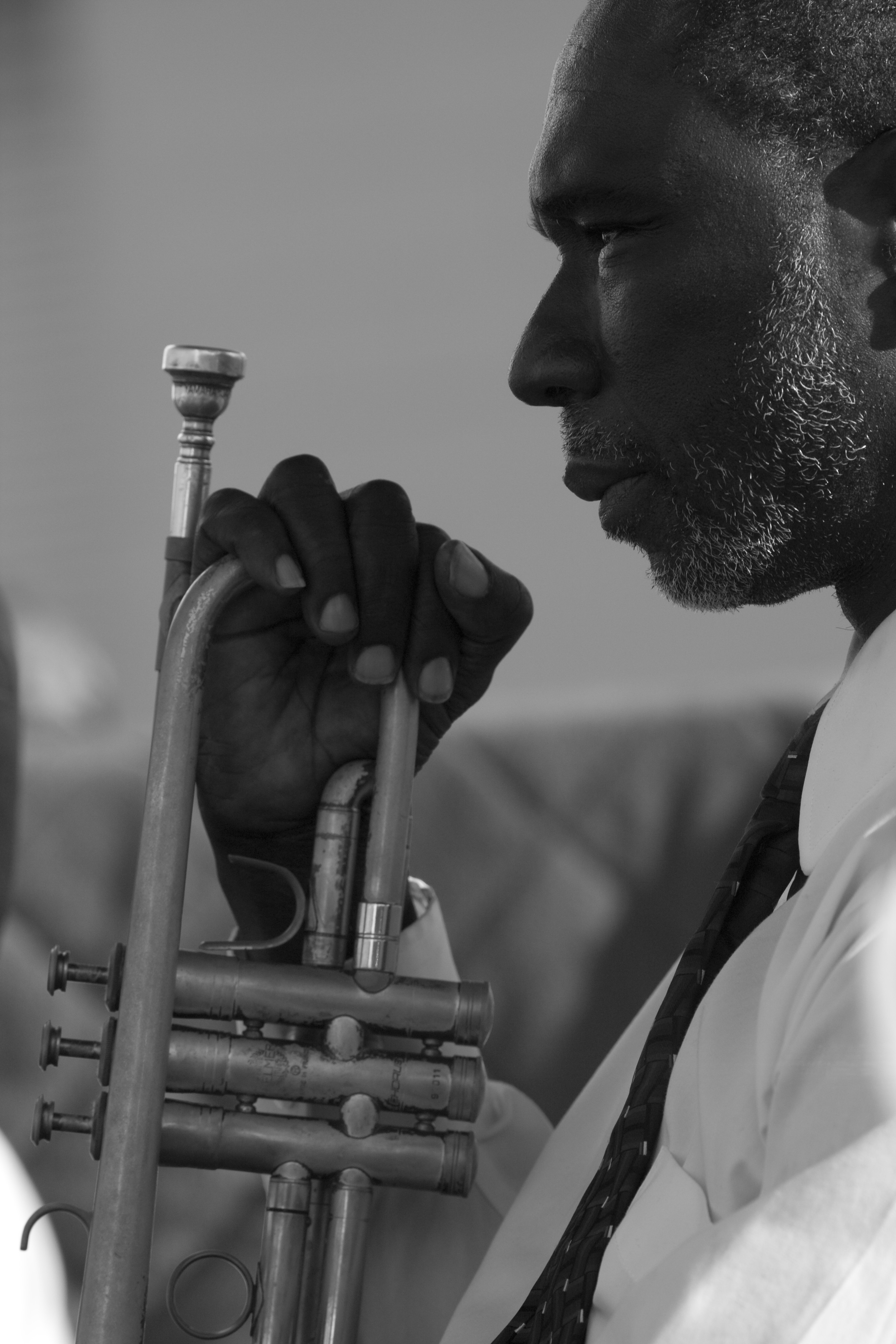
Gregg Stafford beim Old Algiers Riverfest 2012

## Diskographische Hinweise
- That Man from New Orleans Vol. 1 & 2 (mit Big Bill Bissonnette, Paul Boehmke, Roberta Hunt, Emil Mark, Colin Bray, Dennis Elder; 1998)
- Gregg Stafford Meets Brian Carrick (mit Emil Mark, Colin Bray, Sven Stahlberg; 1999)
- New Orleans Delight Featuring Gregg Stafford & Brian Towers (mit Kjeld Brandt, Hans Pedersen, Erling Lindhardt, Stefan Karfve, Claus Lindhardt; 2004)